# Catherine Parment
Catherine Parment, född Anne Catherine Parment 26 februari 1951 i Brännkyrka församling, Stockholm, är en svensk skådespelare och regissör.

## Filmografi
- 1972 – Klara Lust
- 1976 – Sven Klangs kvintett
- 1984 – Två solkiga blondiner
- 2010 – Isberg
- 2011 – Någon annanstans i Sverige
- 2011 – Jägarna 2

## Teater

### Roller (ej komplett)
| År   | Roll    | Produktion                                | Regi            | Teater       |
| ---- | ------- | ----------------------------------------- | --------------- | ------------ |
| 1988 | Irisjka | Kvinnornas Decamerone Julia Voznesenskaja | Lars Rudolfsson | Orionteatern |

### Regi
| År   | Produktion                                       | Upphovsmän                                                   | Teater             |
| ---- | ------------------------------------------------ | ------------------------------------------------------------ | ------------------ |
| 1984 | Tom Sawyers äventyr The Adventures of Tom Sawyer | Mark Twain Dramatisering Catherine Parment och Jarl Lindblad | Norrbottensteatern |

### Fotnoter
1. ↑  ”Catherine Parment”. Svensk Filmdatabas. http://sfi.se/sv/svensk-filmdatabas/Item/?type=PERSON&itemid=69531&ref=%2ftemplates%2fSwedishFilmSearchResult.aspx%3fid%3d1225%26epslanguage%3dsv%26searchword%3dparment%26type%3dPerson%26match%3dBegin%26page%3d1%26prom%3dFalse. Läst 9 juli 2012.
2. ↑  Betty Skawonius (29 december 1988). ”Rysk bok blir pjäs på Orionteatern: Kvinnor i fångenskap berättar om sina liv”. Dagens Nyheter:  s. 22. https://arkivet.dn.se/tidning/1988-12-29/353/22. Läst 7 maj 2019.
3. ↑  Bengt Jahnsson (12 april 1984). ”'Tom Sawyer' och 'Tre systrar' i Norrbotten: Lekfullt äventyr och lyhörd lätthet”. Dagens Nyheter:  s. 20. https://arkivet.dn.se/tidning/1984-04-12/101/24. Läst 11 maj 2024.